# Evgenij Karlovskij
Evgenij Konstantinovič Karlovskij (IPA:  ɪ̯ɪvˈɡʲenʲɪɪ̯ kɐrˈɫofskʲɪɪ̯; in russo Евге́ний Константи́нович Карло́вский?; trasl. angl.: Evgeny Konstantinovich Karlovskiy; Mosca, 7 agosto 1994) è un tennista russo.
Ha vinto un titolo singolare di Challenger nel 2018. Ha raggiunto i migliori risultati nelle classifiche ATP nel singolare il 17 giugno 2019 alla posizione nº 211 e il 29 luglio 2019 la nº 222 nel doppio.

## Carriera
Ha iniziato a giocare a tennis all'età di 5 anni. Già attivo nel circuito juniores, dove ha partecipato a tutti i Grand Slam, ha raggiunto il suo miglior ranking junior alla posizione nº 37.
Nel 2012 vince la sua prima partita nelle qualificazioni di un ATP Tour 250 a Stoccarda, gioca la sua prima partita nel tabellone principale di un Challenger dopo aver superato le qualificazioni a Penza perdendo da Ivan Nedelko. In quell'anno e nei successivi, tranne qualche partecipazione alle qualificazioni dei tornei Challenger, gioca prevalentemente nel circuito Futures riportando la vittoria di alcuni titoli nel singolo, che lo porterà a fine 2015 fra i migliori 500 della classifica ATP.
Questo gli consente di partecipare alle qualificazioni di più tornei Challenger, senza tuttavia riuscire ad accedere al tabellone principale. Nel 2016 conquista un solo torneo Futures su tre finali disputate.
All'inizio del 2017 vince il suo primo incontro nel tabellone principale di un Challenger a Kyoto contro Yuya Kibi, venendo fermato ai quarti dall'eventuale trionfatore del torneo .
Nel 2018 vince un altro torneo Futures -categoria a cui continua a partecipare- ma soprattutto si distingue per il successo al Challenger Winnetka USTA Pro Tennis Championship contro Jason Jung con il punteggio di 6-3, 6-2. Risalendo la classifica riesce ad entrare nelle qualificazioni dell'US Open, fermandosi al secondo turno.
Il 2019 lo vede mancare la vittoria contro Lopez-Perez all'Open di Zhuhai. Continua a giocare le qualificazioni di due Grand Slam, uscendo al primo turno dell'Open di Francia e al terzo di Wimbledon.
Dopo la pausa dovuta alla pandemia di COVID-19 del 2020, il 2021 segna la vittoria in un Futures a Nur-Sultan, e il raggiungimento della finale nell'edizione inaugurale del Challenger di Manama. Nel 2022 vince i suoi primi titoli Challenger in doppio imponendosi nei tornei di Barletta e Ortisei.

## Statistiche
Aggiornate al 31 luglio 2024.

### Tornei minori

#### Singolare

##### Vittorie (10)
| Legenda tornei minori |
| Challenger (1)        |
| Futures (9)           |

| N.  | Data             | Torneo                                          | Superficie  | Avversario in finale | Punteggio        |
| 1.  | 9 marzo 2015     | Israel F1, Herzliya                             | Cemento     | Martin Vaïsse        | 6(4)–7, 6-1, 6-2 |
| 2.  | 23 novembre 2015 | Kuwait F3, Meshref                              | Cemento (i) | Lorenzo Frigerio     | 7–6(3), 6-1      |
| 3.  | 9 aprile 2016    | Qatar F1, Doha                                  | Cemento     | Adrien Bossel        | 7–6(4), 6-3      |
| 4.  | 15 gennaio 2017  | Germany F1, Schwieberdingen                     | Cemento (i) | Jaraslaŭ Šyla        | 2-6, 6-4, 6-4    |
| 5.  | 24 giugno 2017   | Russia F1, Kazan'                               | Cemento     | Aleksandr Igošin     | 3-6, 6-3, 7-5    |
| 6.  | 20 agosto 2017   | Russia F7, Mosca                                | Terra rossa | Michail Elgin        | 6-2, 4-0 rit.    |
| 7.  | 8 luglio 2018    | USA F19, Wichita                                | Cemento     | Aleksandar Vukic     | 6-4, 6-4         |
| 8.  | 14 luglio 2018   | Winnetka USTA Pro Tennis Championship, Winnetka | Cemento     | Jason Jung           | 6-3, 6-2         |
| 9.  | 11 luglio 2021   | M25 Nur-Sultan, Kazakistan                      | Cemento     | Hsu Yu-hsiou         | 7–6(4), 2–6, 6–3 |
| 10. | 10 marzo 2024    | M15 Aqtöbe, Kazakistan                          | Cemento     | Petr Nesterov        | 6(1)–7, 6–1, 6–2 |

##### Finali perse (10)
| Legenda tornei minori |
| Challenger (2)        |
| Futures (8)           |

| N.  | Data             | Torneo                                          | Superficie  | Avversario in finale | Punteggio      |
| 1.  | 27 aprile 2015   | Israel F4, Ascalona                             | Cemento     | Amir Weintraub       | 3-6, 4-6       |
| 2.  | 26 ottobre 2015  | Estonia F2, Tartu                               | Tappeto (i) | Antal van der Duim   | 6-4, 1-6, 4-6  |
| 3.  | 2 luglio 2016    | Russia F2, Kazan'                               | Terra rossa | Marc Giner           | 2-6, 6-4, 3-6  |
| 4.  | 12 novembre 2016 | Kuwait F3, Meshref                              | Cemento     | Sanjar Fayziev       | 2-6, 6(6)–7    |
| 5.  | 22 ottobre 2017  | Germany F15, Bad Salzdetfurth                   | Tappeto (i) | Marvin Möller        | 3-6, 7-5, 5-7  |
| 6.  | 5 novembre 2017  | Estonia F3, Tallinn                             | Cemento (i) | Evgenij Tjurnev      | 6(4)–7, 3-6    |
| 7.  | 18 novembre 2017 | Finland F4, Helsinki                            | Cemento (i) | Emil Ruusuvuori      | 6-4, 0-6, 1-6  |
| 8.  | 22 luglio 2018   | USA F19B, Iowa City                             | Cemento     | Lloyd Glasspool      | 6(2)–7, 6(1)–7 |
| 9.  | 10 marzo 2019    | Zhuhai Open, Zhuhai                             | Cemento     | Enrique López Pérez  | 1-6, 4-6       |
| 10. | 28 novembre 2021 | Bahrain Ministry Of Interior Challenger, Manama | Cemento     | Ramkumar Ramanathan  | 1-6, 4-6       |

#### Doppio

##### Vittorie (13)
| Legenda tornei minori |
| Challenger (2)        |
| Futures (11)          |

| N.  | Data             | Torneo                                              | Superficie  | Compagno         | Avversari in finale                    | Punteggio            |
| 1.  | 1 giugno 2014    | Croatia F11, Bol                                    | Terra rossa | Lovro Zovko      | Tomás Lipovšek Puches Ryusei Makiguchi | 6-3, 6-3             |
| 2.  | 17 agosto 2014   | Russia F7, Kazan'                                   | Cemento     | Victor Baluda    | Andrej Saveliev Michail Vaks           | 7–6(6), 6-3          |
| 3.  | 3 maggio 2015    | Israel F4, Ascalona                                 | Cemento     | Sam Barry        | Hugo Grenier Siméon Rossier            | 6-2, 5-7, [12-10]    |
| 4.  | 29 novembre 2015 | Kuwait F3, Meshref                                  | Cemento (i) | Aleksandr Igošin | Sergio Martos Gornés Pol Toledo Bagué  | 6-1, 6(6)–7, [10-5]  |
| 5.  | 14 febbraio 2016 | Azerbaijan F3, Baku                                 | Tappeto (i) | Aleksandr Igošin | Joe Cooper Michal Konečný              | 6-1, 6-4             |
| 6.  | 26 giugno 2016   | Russia F1, Mosca                                    | Terra rossa | Denis Macukevič  | Oleksandr Belins'kyj Michail Fufygin   | 6-2, 6-3             |
| 7.  | 21 agosto 2016   | Russia F6, Mosca                                    | Terra rossa | Denis Macukevič  | Vladimir Ivanov Matías Zukas           | 6-3, 2-6, [10-8]     |
| 8.  | 4 settembre 2016 | Russia F7, San Pietroburgo                          | Cemento (i) | Denis Macukevič  | Aleksandr Igošin Jan Sabanin           | 6-1, 6-2             |
| 9.  | 22 ottobre 2017  | Germany F15, Bad Salzdetfurth                       | Tappeto (i) | Aleksandr Igošin | Tom Schönenberg Jakob Sude             | 6-3, 6(0)–7, [12-10] |
| 10. | 19 novembre 2017 | Finland F4, Helsinki                                | Cemento (i) | Mohamed Safwat   | Vladimir Poljakov Evgenij Tjurnev      | 7–6(2), 6-4          |
| 11. | 17 aprile 2022   | Open Barletta, Barletta                             | Terra rossa | Evgenij Tjurnev  | Ben McLachlan Szymon Walków            | 6-3, 6-4             |
| 12. | 29 ottobre 2022  | Internazionali Tennis Val Gardena Südtirol, Ortisei | Cemento (i) | Denis Istomin    | Marco Bortolotti Sergio Martos Gornés  | 6-3, 7-5             |
| 12. | 13 aprile 2024   | Tunisia M15, Monastir                               | Cemento     | Denis Istomin    | James Davis Giles Hussey               | walkover             |

##### Sconfitte in finale (17)
| Legenda tornei minori |
| Challenger (6)        |
| Futures (11)          |

| N.  | Data             | Torneo                                     | Superficie  | Compagno          | Avversari in finale                | Punteggio              |
| 1.  | 21 dicembre 2012 | Hong Kong F1, Hong Kong                    | Cemento     | Victor Baluda     | Jason Jung Ryan Thacher            | 1-6, 1-6               |
| 2.  | 21 agosto 2013   | Russia F12, Mosca                          | Terra rossa | Victor Baluda     | Sjarhej Betaŭ Aljaksandr Bury      | 1-6, 6(2)–7            |
| 3.  | 21 luglio 2014   | Belgium F8, Heist                          | Terra rossa | Tom Schönenberg   | Julien Cagnina Sander Gillé        | 4-6, 5-7               |
| 4.  | 21 maggio 2015   | Israel F5, Ascalona                        | Cemento     | Sam Barry         | Daniel Cukierman Edan Leshem       | 5-7, 5-7               |
| 5.  | 21 ottobre 2015  | Germany F15, Leimen                        | Cemento (i) | Andriej Kapaś     | Tom Schönenberg Matthias Wunner    | 1-6, 1-6               |
| 6.  | 21 gennaio 2016  | Kazakhstan F1, Aqtöbe                      | Cemento (i) | Denis Macukevič   | Jaraslaŭ Šyla Andrėj Vasileŭski    | 3-6, 2-6               |
| 7.  | 21 gennaio 2017  | Germany F1, Schwieberdingen                | Tappeto (i) | Jaraslaŭ Šyla     | Isak Arvidsson Patrik Rosenholm    | 6(5)–7, 6-3, [8-10]    |
| 8.  | 21 luglio 2017   | President's Cup, Astana                    | Cemento     | Evgenij Tjurnev   | Toshihide Matsui Vishnu Vardhan    | 6(3)–7, 7–6(5), [7-10] |
| 9.  | 21 ottobre 2018  | Almaty Challenger, Almaty                  | Cemento     | Timur Khabibulin  | Zdeněk Kolář Lukáš Rosol           | 3-6, 1-6               |
| 10. | 21 agosto 2021   | TK Sparta Praga Challenger 2021, Praga     | Cemento     | Evgenij Tjurnev   | Jonáš Forejtek Michael Vrbenský    | 1-6, 4-6               |
| 11. | 26 febbraio 2022 | Kazakistan M25, Astana                     | Cemento     | Petr Bar Biryukov | Ivan Liutarevich Vladyslav Manafov | 3–6, 7–6(1), [9–11]    |
| 12. | 24 giugno 2023   | Slovacchia M25, Poprad                     | Terra rossa | Denis Istomin     | Vladyslav Orlov Daniel Paty        | walkover               |
| 13. | 18 maggio 2024   | Georgia M25, Kachreti                      | Cemento     | Denis Istomin     | Charles Broom Hamish Stewart       | 4–6, 4–6               |
| 14. | 25 maggio 2024   | Kachreti Challenger 2024, Kachreti         | Cemento     | Evgenij Tjurnev   | Charles Broom Ben Jones            | 6–3, 1–6, [8–10]       |
| 15. | 28 giugno 2024   | Francia M25, Bourg-en-Bresse               | Terra rossa | Denis Istomin     | Maxence Beauge Lucas Bouquet       | 5–7, 7–5, [4–10]       |
| 16. | 6 luglio 2024    | Internationaux de Tennis de Troyes, Troyes | Terra rossa | Denis Istomin     | Neil Oberleitner Jakub Paul        | 4–6, 6(1)–7            |
| 17. | 20 luglio 2024   | President's Cup, Astana                    | Cemento     | Denis Istomin     | Egor Agofonov Ilia Simakin         | 4–6, 3–6               |